# Alte Post
Alte Post (tysk) eller Den gamle Post (dansk) blev opført i 1880/1881 som central postkontor i Flensborg. Den markante bygning er opført i nyrenæssancestil. Den er beliggende i den indre by, hvor Rådhusgade krydser Nørre- og Søndergårdender - tæt på Havnespidsen og den nuværende busstation. I 1900 blev posthuset udvidet med en tilbygning. På husfacaden er der opsat en statue af gudernes sendebud Hermes med posthorn og posttaske.
Efter at der blev oprettet en ny hovedpostbygning i nærheden af byens nye banegård, fik posthuset i Rådhusgade navnet Gamle Post. I 1988 blev postkontoret i den Gamle Post lukket. I 1992 flyttede butikker, restauranter og kontorrum i den gamle postbygning. I 2014/2015 blev bygningen igen omdannet til et hotel. Hele ombygningen kostede ca. 5,7 mio. €, hvoraf 800.000 € kom som støttemidler fra delstaten Slesvig-Holsten. Hotellet råder over fem konferencelokaler og 75 hotelværelser med plads til 111 gæster, deriblandt er fire temaværelser. Temaer er bl.a. håndboldklubben SG Flensburg-Handewitt (Flensborg-Hanved), Flensborgbryggeriet og erotikkoncernen Orion. Interiøret er udført i nordisk stil. Bag Interiøret står den københavnske arkitekt og designer Helle Flou.
En endnu ældre postbygning i Flensborg er det gamle danske Kongelige Postholderi beliggende ved Nørretorvet.
- Hermes-statuen
- Relief af posthorn på bygningen
- Portal mod rådhusgade
- interiør
- Postkort fra 1902